# Le Cheval de bronze
Le Cheval de bronze est un opéra-féérie en trois actes de Daniel-François-Esprit Auber, livret d'Eugène Scribe, créé à l'Opéra-Comique de Paris (salle de la Bourse) le 23 mars 1835. Comprenant initialement des dialogues parlés, il est transformé en opéra-ballet avec récitatifs pour l'Opéra en 1857. L'ouverture du Cheval de bronze est une des œuvres les plus populaires qu'Auber ait écrites. 

## Personnages
| Rôle                                            | Typologie vocale | Distribution de la création 23 mars 1835 |
| ----------------------------------------------- | ---------------- | ---------------------------------------- |
| Péki, fille du fermier Tchin-Kao                | soprano          | Félicité Pradher                         |
| Le prince Yang, fils de l'empereur de Chine     | ténor            | Louis-Benoît-Alphonse Révial             |
| Tsing-Sing, fonctionnaire mandarin              | baryton          | Féréol                                   |
| Yan-Ko, ouvrier agricole                        | ténor            | Étienne-Bernard-Auguste Thénard          |
| Tchin-Kao, riche fermier                        | baryton          | Giovanni Inchindi                        |
| Stella, princesse du Mogol                      | soprano          | Alphonsine-Virginie-Marie Casimir        |
| Tao-Jin                                         | soprano          | Marie-Sophie Callault-Ponchard           |
| Lo-Mangli, demoiselle d'honneur de la princesse | soprano          |                                          |

## Argument
En Chine impérial dans la province de Chatong, un cheval de bronze s'est abattu sur un rocher. La légende veut qu'un mandarin l'ayant enfourché, le destrier se soit envolé avant de revenir se poser sur son rocher mais sans son cavalier. Plus tard, Péki, la fille du riche fermier Tchin-Kao, va subir un mariage forcé avec le mandarin Tsing-sing, qui a déjà quatre femmes, dont l'une Tao-Jin est cousine de l'Empereur. Celle-ci arrive justement au grand désespoir de Tsing-sing, pour annoncer à son époux que le Prince impérial va arriver et que l'Empereur vient de lui accorder une très haute distinction qui l'attache au service exclusif du Prince Yang. Celui-ci, de retour de voyage, à la recherche d'une femme qu'il voit en rêve chaque nuit et dont il est tombé éperdument amoureux, arrive alors et Tsin-sing lui annonce son mariage. Péki rencontre le prince Yang et elle lui dit qu'elle est vraiment amoureuse du pauvre ouvrier agricole Yan-Ko dont on apprend que, désespéré par le mariage de celle qu'il aime, il est parti sur le cheval de bronze. Yan-Ko réapparaît alors sur le cheval de bronze mais il refuse de dire où il a été.
Alors que le mariage entre Péki et Tsing-sing va se dérouler, le prince l'interrompt car il souhaite s'envoler à son tour avec le cheval de bronze, Tsing-sing doit s'envoler avec le prince Yang ainsi le mariage ne peut avoir lieu et est donc annulé. Et c'est l'envol du Prince et du prince Yang. Sans se décourager le père de Péki cherche un autre homme pour marier sa fille : un riche fermier fera l'affaire. C'en est trop pour Péki et elle décide de s'enfuir avec Yan-Ko, aidée en cela par la 4e épouse de Tsin-Tsin. Mais Tsin-sing apparaît alors sur le cheval de bronze sans le prince Yang et il refuse de révéler quoi que ce soit de son aventure sans quoi il sera transformé en statue.
Malheureusement Tsing-sing durant son sommeil marmonne quelques détails, entendus par Peki et il est aussitôt transformé en pierre, ainsi que Yan-Ko qui, dans sa joie, révèle toute l'affaire au fermier Tchin-Kao, et se voit donc, à son tour, transformé en statue. Peki décide de chevaucher elle aussi le cheval de bronze pour essayer de le sauver. Le cheval de bronze prend Pèki (qui s'est déguisée en homme) sur son dos pour l'amener au palais de la princesse Stella, sur la planète Vénus, et y parvient au moment où le Prince Yang est renvoyé sur terre n'ayant pas résisté à la Princesse. Stella impose alors à Peki une épreuve pour pouvoir prendre un bracelet magique qui doit permettre le retour sur terre : résister à un groupe de belles femmes, ce qu'elle réussit facilement car elle s'est déguisée en homme.
Ainsi Péki retourne sur Terre en compagnie de la Princesse pour trouver la statue de Yan-Ko, du prince Yang et de Tsing-sing. Elle utilise le bracelet pour ressusciter Yan-Ko et le prince Yang et fait promettre a Tsing-sing de ne pas la prendre pour épouse, puis elle le ressuscite.
L'opéra se termine par le mariage de Péki avec Yan-Ko et du prince Yang avec la princesse Stella.

## Ballet
Le 21 septembre 1857, pour la reprise du Cheval de bronze à l'Opéra, Lucien Petipa règle les ballets de l'opéra. Le rôle principal est tenu par Amalia Ferraris. Un mois plus tard, elle est remplacée par la danseuse russe Zinaïda Richard, devenue l'épouse de Louis Mérante.